# Ge Wei Ru
Ge Wei Ru (戈偉如) est une actrice née à Taiwan, le 23 juillet 1964.

## Filmographie
- 2001 : Poor Prince Taro
- 2003 : Holding Hands Towards Tomorrow
- 2003 : At Dolphin Day
- 2004 : Beauty Lady
- 2005 : Devil Beside You
- 2007 : Chu, Chu, My Daddy
- 2007 : Why Why Love
- 2007 : Wo Yao Bian Cheng Ying Shi Zi